# Naturschutzgebiet Schlangenberg
Das Naturschutzgebiet Schlangenberg  ist eine 123 ha große, durch seine Galmeiflora geprägte Fläche in der Städteregion Aachen. Es wurde im Jahre 1975 unter Schutz gestellt. Seinen Namen erhielt das östlich von Stolberg (Rhld.), dem Ortsteil Breinigerberg benachbarte Gebiet, nach dem an der L12 liegenden 276 m NHN hohen Hügel Schlangenberg.
Das Naturschutzgebiet „Schlangenberg“ ist eines von 37 zur Stadt Stolberg (Rhld.) gehörenden Naturschutzgebieten.

## Geologie
Das gesamte Naturschutzgebiet befindet sich auf einem Kalksteinrücken, der vor ca. 400 Millionen Jahren abgelagert wurde. Versteinerte, teilweise verwitterte Korallenstrukturen werden heute noch gefunden. Durch geologische Verschiebungen gelangte der devonische Kalkstein an die Erdoberfläche, fiel jedoch größtenteils der Erosion zum Opfer. Vor ca. 200 Millionen Jahren drangen wässrige Erzlösungen in den porösen Kalkstein ein und es bildeten sich die Primärerze Zinkblende, Markasit und Bleiglanz. Da es sich bei diesem Eindringprozess um Lösungsschübe handelte, entstanden bei den Erzen des Schlangenberges schalige Erzstrukturen, so genannte Schalenblenden. Durch Metasomatose verwitterte das oberflächlich lagernde Erz zum Sekundärerz Galmei, welches hauptsächlich aus Zinkspat ZnCO3 besteht.

## Geschichte

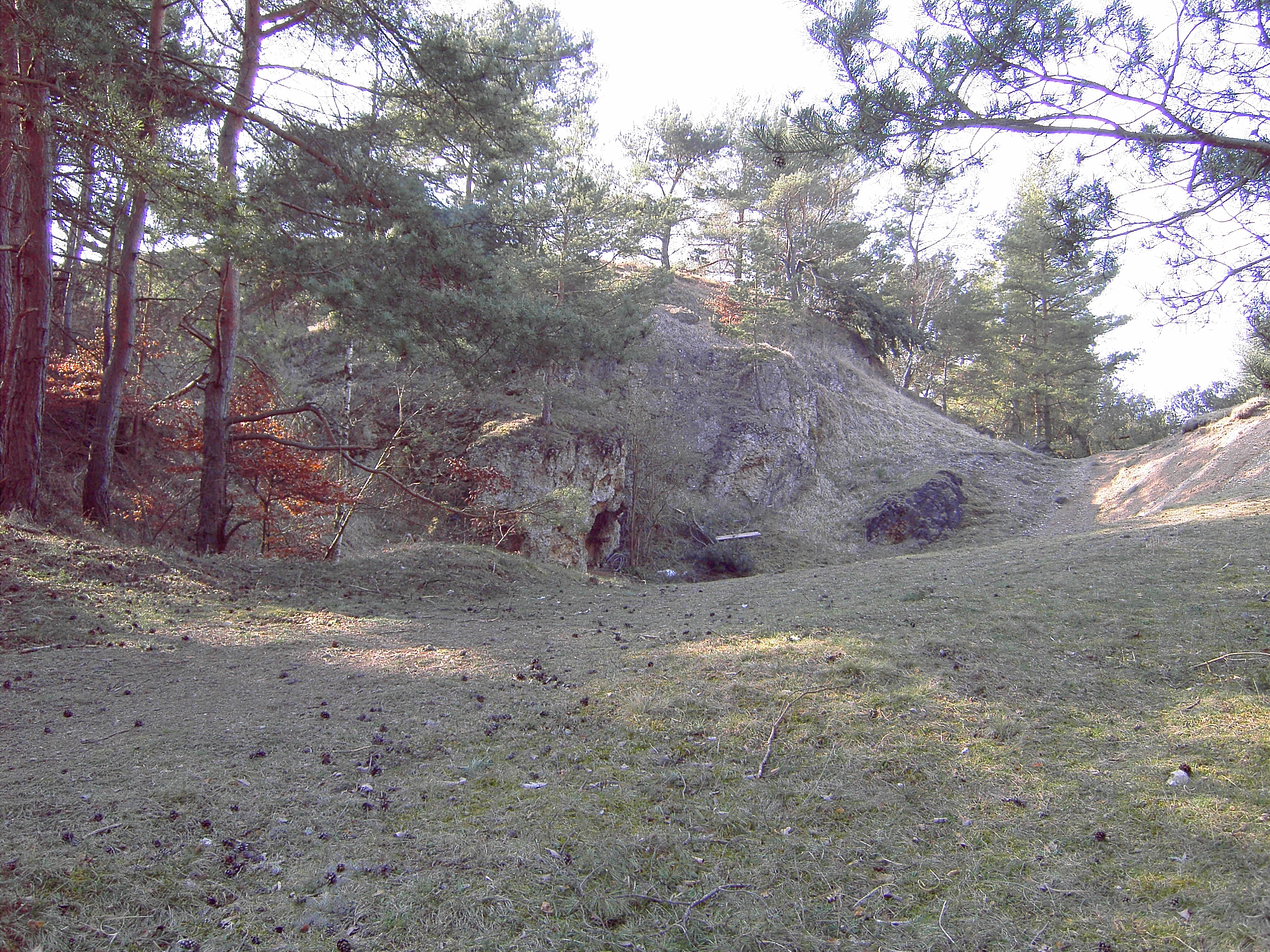
Verschütteter Eingang des Hillmannsgangs

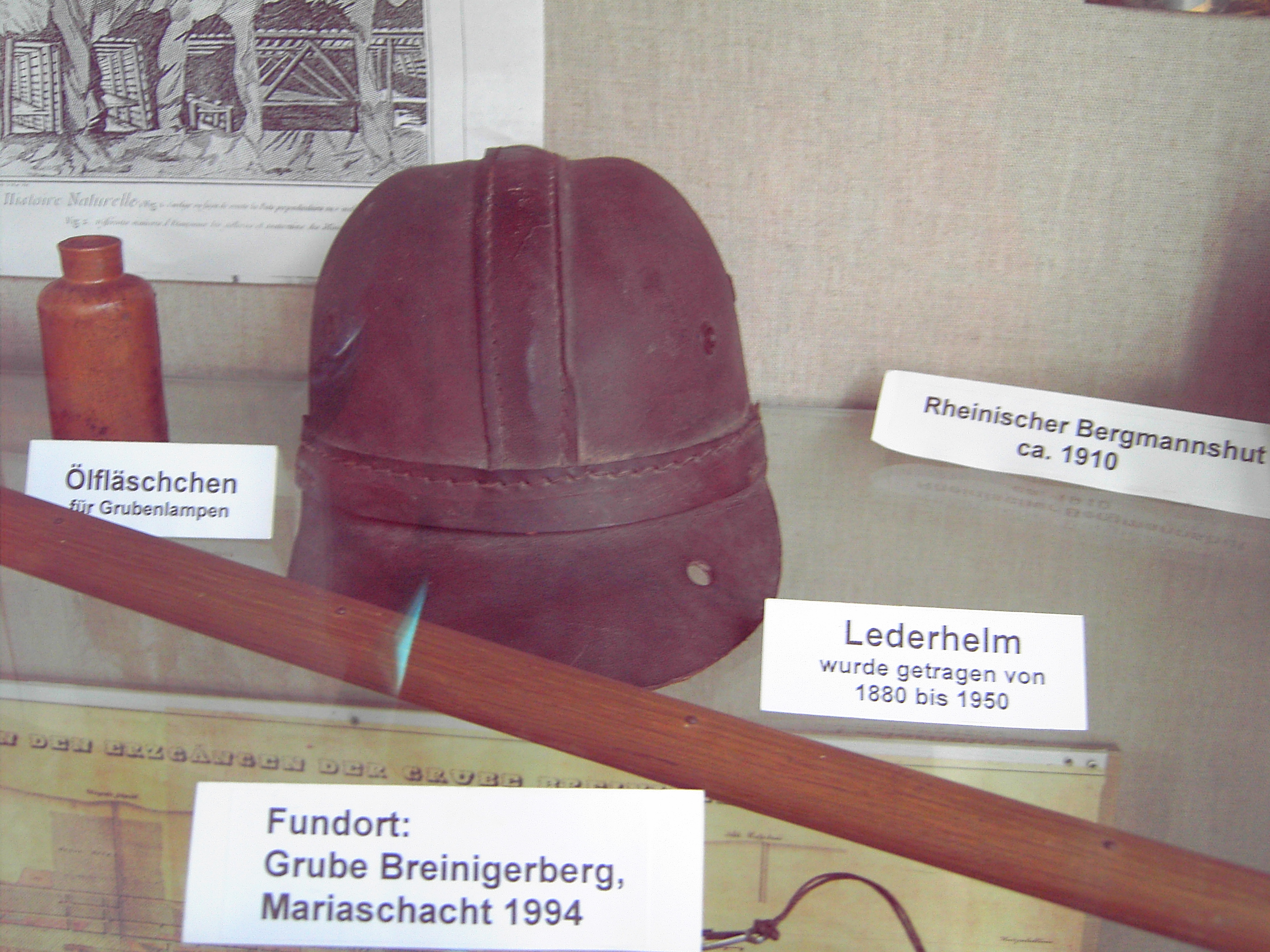
Lederhelm aus dem Grubenfeld Schlangenberg

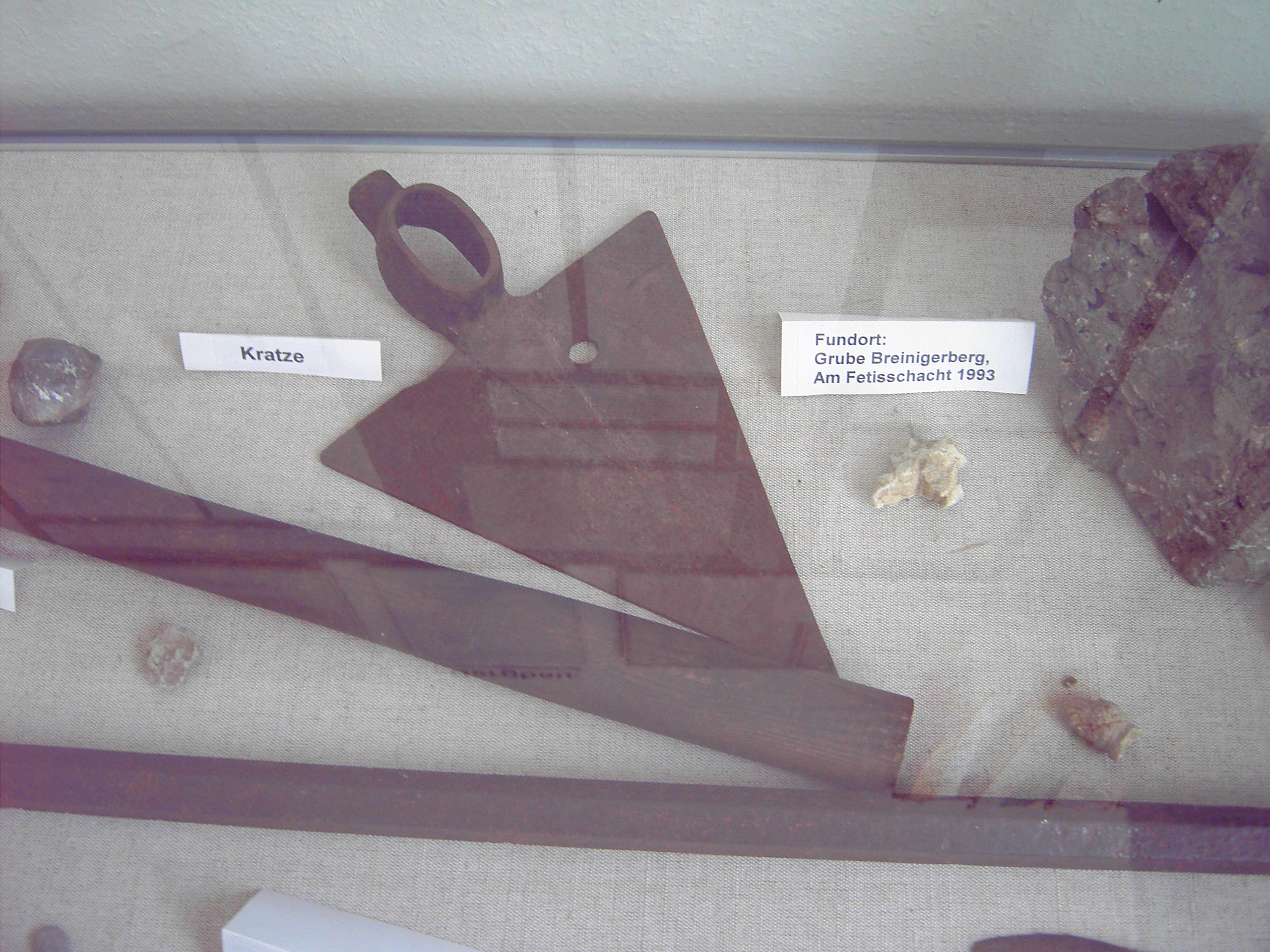
Bergbauwerkzeuge

Vermutlich hatten bereits die Kelten mit dem Schürfen der Erze begonnen. Gesichert ist die Besiedlung des Gebietes durch Kelten und Römer. 25 Münzfunde aus der Zeit von ca. 100 v. Chr. bis 92/93 n. Chr. stammen von den Aduakern und Römern. Außerdem wurden Mauerreste römischer Gebäude an mehreren Stellen des Ortes entdeckt. Es kann inzwischen mit Sicherheit gesagt werden, dass Römer in den Jahren 100 bis 400 n. Chr. im Gebiet des heutigen Breinigerberg/Schlangenberg Erz abbauten.
Im 18. Jahrhundert besaßen die in Stolberg ansässigen Kupfermeister ein Monopol in der europäischen Messingherstellung. Dieses begründete sich darin, dass die Gewinnung dieser Legierung 2 Volumina Galmeierz sowie 1 Volumeneinheit Kupfererz, das hauptsächlich aus dem Harz bezogen wurde, erforderte. Aufgrund der problematischen Transportsituation in der damaligen Zeit entschied der geringere Transportaufwand über den Standort der Legierungsherstellung.
Vor 1800 wurde ausschließlich durch oberflächlichen Erzabbau in Pingen Galmeierz im Bereich des Schlangenberges geschürft. Das speziell zink-, blei- und cadmiumhaltige Erz wurde hierbei über weite Bereiche verteilt und die gesamte Schlangenbergregion zerfurcht und mit dem toxischen Metall kontaminiert.
Ab 1800 ermöglichte die fortgeschrittene Technik tiefer liegende Erze zu gewinnen. Man begann den Abbau in Teufen bis zu 105 Meter, da man durch Pumpenschächte und Wasserhaltungsstollen das Grundwasser in den nahe liegenden Vichtbach ableiten konnte. Zwischen 1850 und 1860 entstand ein frühindustrielles Grubenfeld, das zu Beginn dem Eschweiler Bergwerksverein, der Stolberger Gesellschaft sowie der Allianz Anonyme Gesellschaft für Bergbau und Hüttenbetrieb bei Stolberg gehörte. Im Jahre 1853 wurde eine für die damalige Zeit sehr moderne Aufarbeitungsanlage errichtet. Ab 1856 erhielt die Eschweiler Gesellschaft komplett die Eigentumsrechte.
Im Laufe der Zeit wurde das gesamte Gebiet von Schächten untertunnelt, wie die Auflistung der zahlreichen Schachtanlagen zeigt: Bleigrube, Brett, Duhm, Emilie - Maria, Fetis, Gosselin, Haas I und II, Henriette, Hermannstein I und II, Hillmann, Karl, Keller, Königreich, Lintert, Loenie, Lohkuhl, Quarsack I II und III, Schlangenberg I und II, Schleicher, Steffens, Toschee I und II, Wasserbund. Selbst die Erzkörper erhielten charakteristische Namen, wie die komplette Übersicht zeigt: Adolphsgang, Bernhardgang, Bleigrubengang, Bleigrubenstockwerk, Brennesselgang, Duhmgang, Eickhold-Nester, Erzgrubengang, Gosselingang, Haasgang, Heinrichstockwerk, Hermannsteingang, Hillmannsgang, Königreichgang, Lintertgang, Lohkuhlgang, Macnamaragang, Nagelmackersgang, Quarsackgang, Rainbeauxgang, Schafberggang, Schlüsselgang, Schmittchengang, Schmitzgang, Schnellewindgang, Schwefelkiesstockwerk, Toschée-Stockwerk, Wolfsgrubegang.
Nach 1870 verarmte die Grube, da die von ca. 700 Mitarbeitern, darunter 200 Hauern erreichten bis zu 6.600 Jahrestonnen Förderung das Erzfeld erschöpfen ließ. Der Abbau wurde während des Deutsch-Französischen Kriegs im Jahre 1871 eingestellt, 1881 jedoch noch einmal begonnen, 1883 aber endgültig aufgegeben.
Zwischen 1871 und 1881 änderten sich die konzerninternen Besitzverhältnisse der Eschweiler Gesellschaft. Während man 1871 noch Kohleproduzent war, musste diese 1881 eingekauft werden. Hierdurch verteuerte sich der Verhüttungsprozess so sehr, dass er unrentabel wurde und eingestellt werden musste.
Bis 1915 befand sich auf dem Gelände des Schlangenberg jedoch noch ein Förderturm zur Gewinnung von schwefelhaltigem Eisenerz. Man verwendete dieses zur Gewinnung von Schwefelsäure. Erst 1921 wurde der letzte Rest der Grubenanlage abgerissen.
Die jahrelangen Arbeiten hinterließen eine toxische Industriebrache, die im Volksmund den Namen Balkan trägt. Aufgrund des fehlenden Umweltbewusstseins der damaligen Zeit erfolgte keine Renaturierung, so dass die Natur sich selber überlassen blieb.

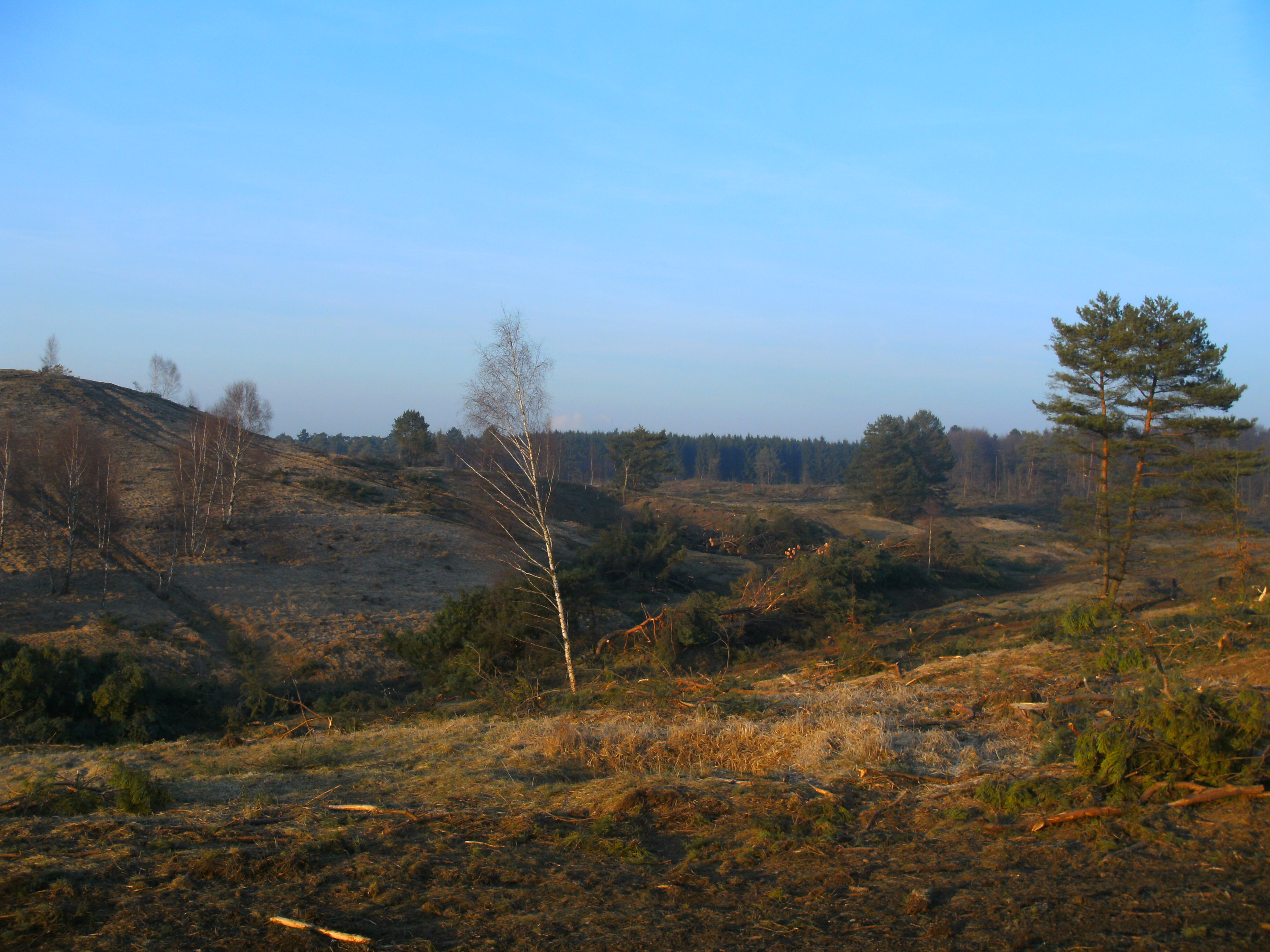
Renaturierungsmaßnahme 2011

Nach dem Zweiten Weltkrieg diente das Gelände bis 1993 als Übungsplatz. Zuerst nutzten es belgische Truppen, später die Bundeswehr. Beide setzten teilweise schweres Gerät ein, dessen Einwirkungen auf das Gelände noch heute erkennbar sind. Während dieser Zeit war der Schlangenberg der Öffentlichkeit teilweise nicht zugänglich. An einigen Stellen existieren noch heute Relikte von Soldatenunterständen. Nach dem Abzug des Militärs nutzten Motorcrossclubs das Gelände. Als das Gebiet im Jahre 1975 unter Naturschutz gestellt wurde unterblieben die Störungen durch den Motorsport.
Um eine Bedrohung durch übermäßigen Bewuchs mit Kiefern einzudämmen, wurden im Jahre 2011 circa 6.000 Kiefern gefällt. Lediglich einzelne Exemplare blieben erhalten. Durch diese Maßnahme entstand im südlichen Bereich eine große offene Fläche mit Magerrasen, Gebüsch und Gewässern. Eine jährliche kurzzeitige Beweidung mit Schaf- und Ziegenherden stellt sicher, dass das biologische Gleichgewicht erhalten bleibt.

## Flora

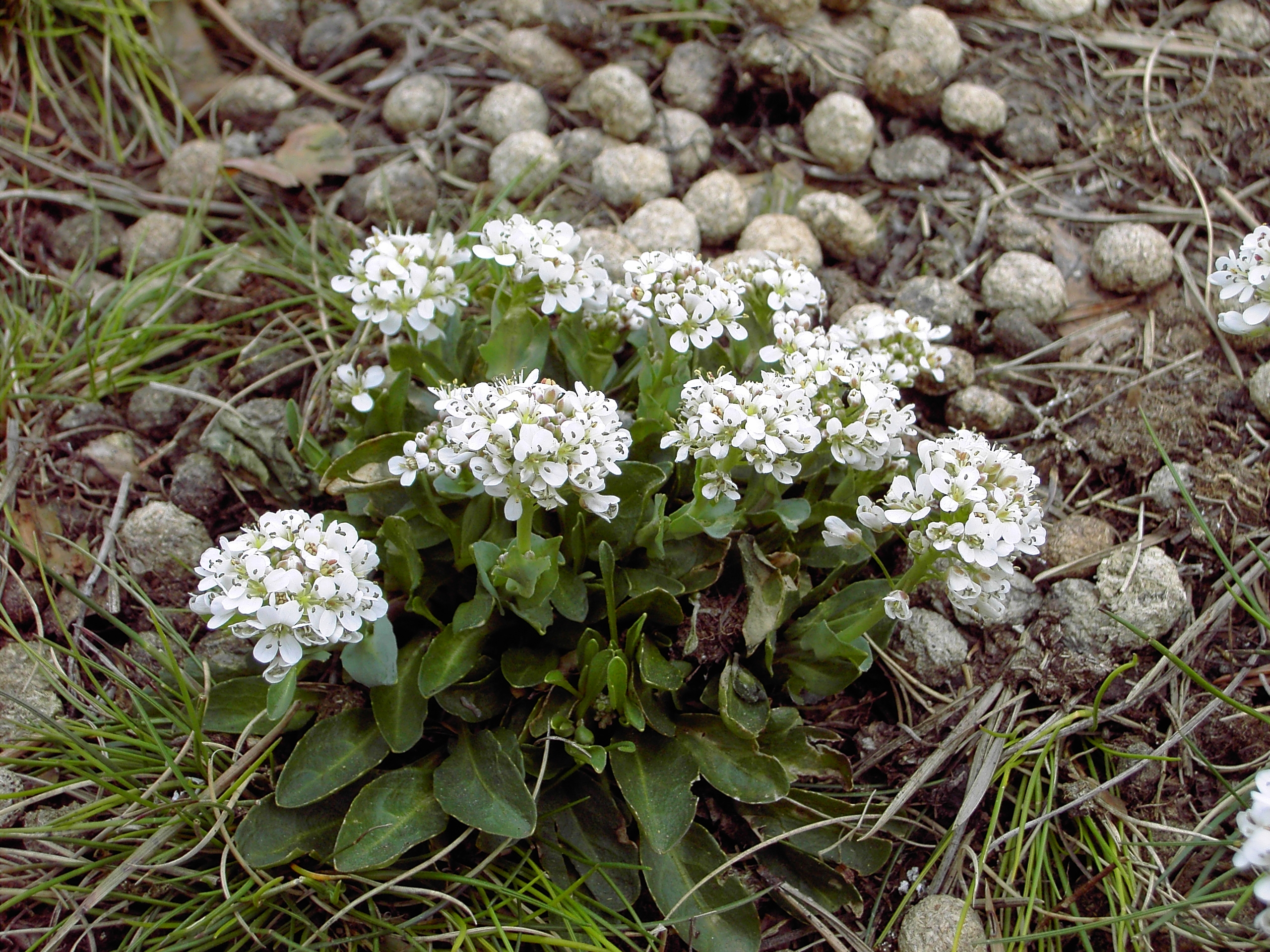
Galmei-Täschelkraut

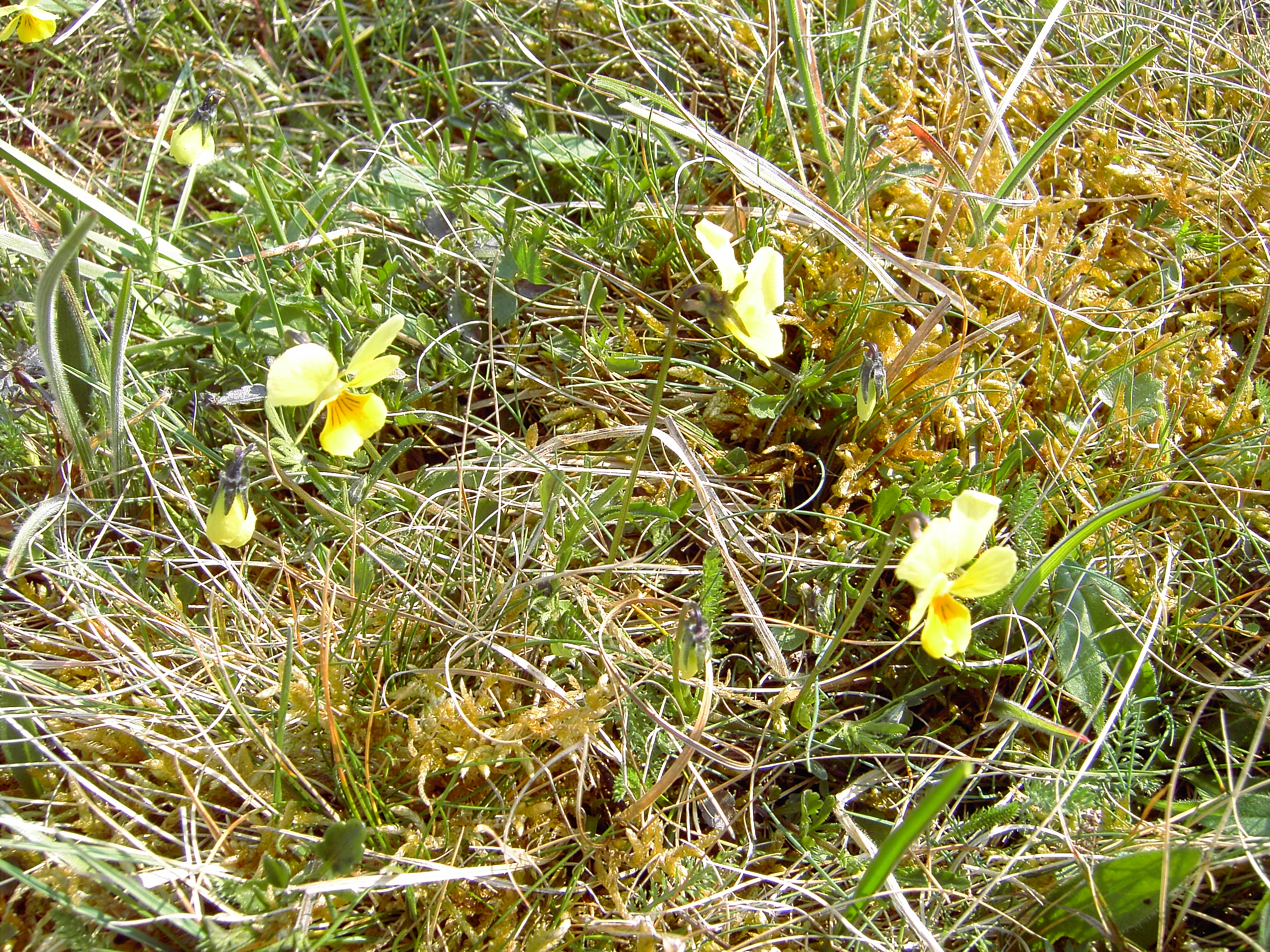
Gelbes Galmei-Veilchen

Der kalkhaltige Boden des Naturschutzgebietes Schlangenberg enthält große Mengen Zink, Cadmium und Blei. Die hohe Toxizität erlaubt es nur wenigen Pflanzenarten hier zu wachsen. Es entstand eine eiszeitlich alpine Reliktflora als Refugialbiotope der endemischen Galmeiflora. Ein vergleichbares Gebiet findet sich beispielsweise im Naturschutzgebiet Bärenstein.
Typisch für die Flora des Naturschutzgebietes sind die Arten der Galmeiflora. Neben dem ursprünglich weltweit nur im Naturschutzgebiet Schlangenberg vorkommenden Gelben Galmeiveilchen (Viola calaminaria) sind die zu den Bleiwurzgewächsen gehörende Galmei-Grasnelke (Armeria maritima ssp. elongata), das im März und April blühende Galmei-Täschelkraut (Thlaspi calaminare), das blau-grüne, borstiges Gras Galmei-Schaf-Schwingel oder Aachener Galmei-Schwingel (Festuca aquisgranensis), das Taubenkropf-Leimkraut (Silene vulgaris ssp. humilis) sowie die trotz ihres Namens bis in den Herbst hinein blühende Galmei-Frühlings-Miere (Minuartia verna ssp. hercynica) zu nennen.
Auf dem nordwestlichen Teil des Naturschutzgebietes existiert ein Waldmeister-Buchenwald.
An verschiedenen Stellen des Naturschutzgebietes befindet sich Orchideen-Buchenwald, ein Biotop für teils seltene Orchideen. So wächst hier die intensiv nach Vanille riechende Braunrote Stendelwurz (Epipactis atrorubens), die Vogel-Nestwurz (Neottia nidus-avis) und die unter den Namen Bleiches- oder auch Weißes Waldvöglein bekannte (Cephalanthera damasonium). Auf den Magerrasen sind weitere, selten gewordene Orchideen anzutreffen, wie z. B. das Kleine Knabenkraut (Orchis morio), die Mücken-Händelwurz (Gymnadenia conopsea) und die Fliegen-Ragwurz (Ophrys insectifera).
Aber nicht nur Orchideen bietet das Naturschutzgebiet Schlangenberg einen geeigneten Lebensraum. Auch der Gewöhnliche Fransenenzian (Gentianopsis ciliata), der Deutsche Fransenenzian (Gentianella germanica) und an einigen versteckten Stellen der seltene Farn Gewöhnliche Natternzunge (Ophioglossum vulgatum) wachsen hier.

## Fauna
Im Naturschutzgebiet Schlangenberg leben zahlreiche seltene Insekten, viele von ihnen befinden sich auf der Roten Liste.
Es wurden mehr als 300 verschiedene Schmetterlinge bestimmt, so der Zwerg-Bläuling (Cupido minimus), der Braunfleckige Perlmuttfalter (Boloria (Clossiana) selene) oder das Thymian-Widderchen (Mesembrynus purpuralis). Auf diese Falter ist der Schmetterlingsreichtum des Gebietes aber nicht begrenzt, wie folgende Übersicht der regelmäßig hier vertretenen Arten zeigt: Mittlerer Perlmuttfalter (Fabriciana niobe), Distelfalter (Vanessa cardui), Admiral (Vanessa atalanta), Waldbrettspiel (Pararge aegeria), Perlgras Wiesenvögelchen, Hauhechelbläuling (Polyommatus icarus), Schwalbenschwanz (Papilio machaon), Geißklee-Bläuling (Plebejus argus), Aurorafalter (Anthocharis cardamines), Kaisermantel (Argynnis paphia), Malvenwürfelfalter (Pyrgus malvae), Braunauge (Lasiommata maera), Ockergelber Braundickkopf (Thymelicus sylvestris), Mittlerer Weinschwärmer (Deilephila elpenor), Kleiner Kahnspinner (Pseudoips prasinanus), Grauspanner (Aplocera plagiata), Zackeneule (Scoliopteryx libatrix), Birkenspanner (Biston betularia), Dottergelbes Flechtenbärchen (Eilema sororcula), Taubenschwanz (Macroglossum stellatarum) und der Braune Bär (Arctia caja).
Bekannt ist das Gebiet für seine noch zahlreich dort lebenden Heuschrecken. Hierzu zählen der Warzenbeißer (Decticus verrucivorus), der Heidegrashüpfer (Stenobothrus lineatus) sowie das fingergroße Grüne Heupferd (Tettigonia viridissima).
Das Naturschutzgebiet ist ebenfalls der Lebensraum des Gemeinen Rosenkäfers (Cetonia aurata).
Neben diesen Insekten bieten die Schwermetallrasen und -heiden des Schlangenbergs zahlreichen Reptilien Lebensraum. Vereinzelt findet man hier die seltene Schlingnatter (Coronella austriaca).
Sowohl die Heidelerchen (Lullula arborea) als auch der Neuntöter (Lanius collurio) nutzen die fast baumlose Region.
In einem speziellen Projekt der Biologischen Station im Kreis Aachen e. V. wird momentan versucht, die früher hier heimische Gelbbauchunke (Bombina variegata) anzusiedeln.

## Bedrohung des Naturschutzgebietes

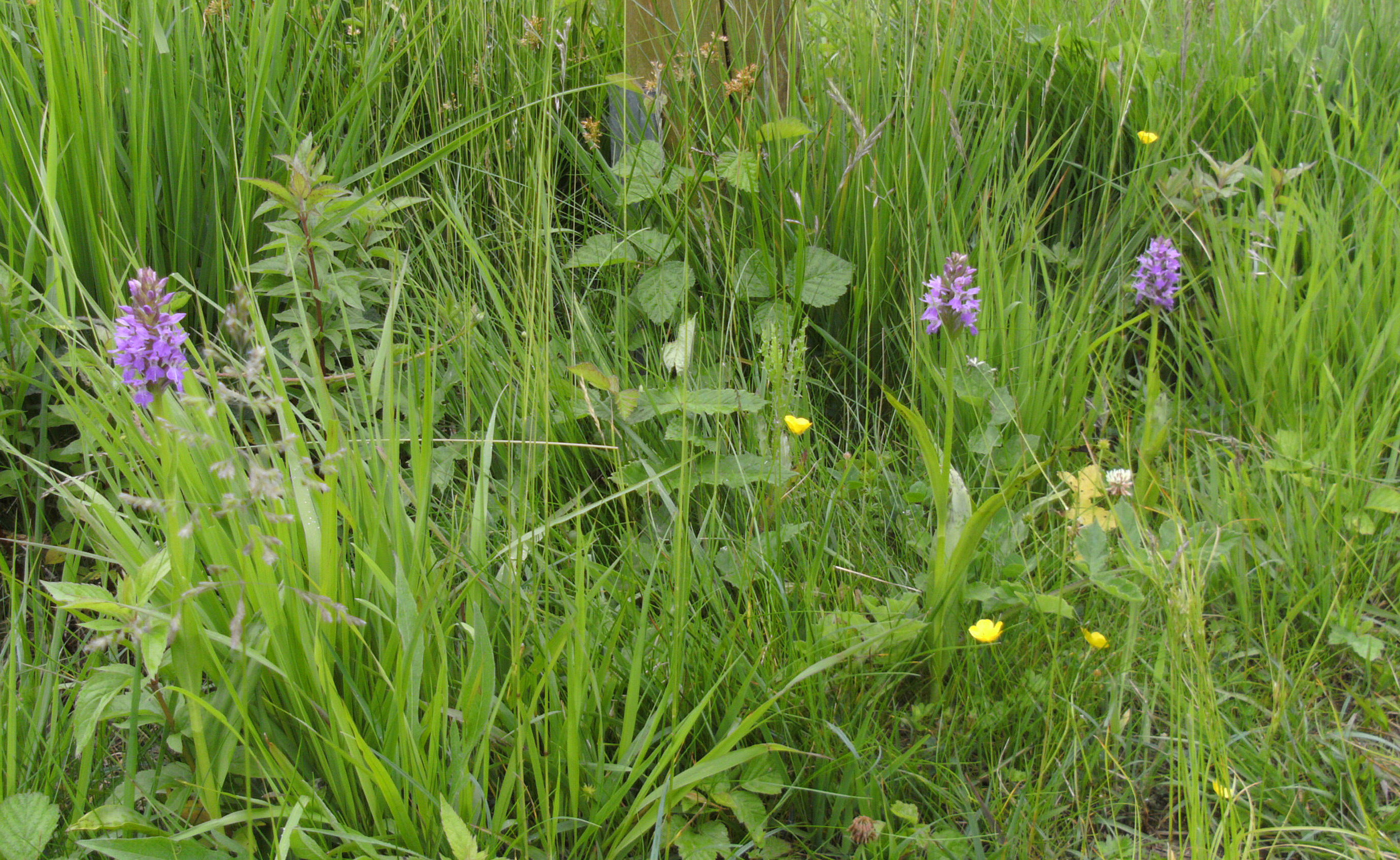
Orchideenwiese im Naturschutzgebiet

Obwohl der toxische Boden des Naturschutzgebietes Schlangenberg kaum Pflanzenwuchs zulässt, bedrohen einige Pflanzen das gefährdete Biotop. Zu diesen gehören Kiefern, die trotz hohem Schwermetallgehalt des Bodens, die Freiflächen zuwuchern würden, wenn eine Kontrolle durch die Biologische Station im Kreis Aachen e. V. nicht erfolgen würde.
Eine weitere Gefahr für die Natur geht von den Besuchern aus, die trotz der befestigten Wege die gefährdeten Gebiete betreten und damit bedrohen.

## Informationszentrum Schlangenberg
Um den Besuchern des Naturschutzgebietes die Besonderheiten näherzubringen, wurde im April 1991 auf Initiative des Heimatvereins und mit Unterstützung der Stadt Stolberg in der früheren Hauptschule Breinigerberg ein Informationszentrum eingerichtet. Dieses bietet neben Informationen über den Schlangenberg eine natur- und heimatkundliche Ausstellung mit Exponaten über die Zeit des Erzabbaus.

360°-Blick über das Naturschutzgebiet Schlangenberg